# Saint-Hippolyte, Aveyron

Saint-Hippolyte este o comună în departamentul Aveyron din sudul Franței. În 1 ianuarie 2022 avea o populație de 426 de locuitori.